# ساندر (فیلم)
«ساندر» (انگلیسی: Sounder) یک فیلم به کارگردانی مارتین ریت است که در سال ۱۹۷۲ منتشر شد. از بازیگران آن می‌توان به سیسیلی تایسون، پل وینفیلد، کوین هوکس، تاج‌محل، و جیمز بست اشاره کرد.